# Cinematográfia
A cinematográfia szó az ógörög kinema (κίνημα= mozgás) és gráphein (γράφειν= leképzés, rögzítés) szavakra vezethető vissza, azonban ilyenformán kinetográfia lenne a képzett szó – a „cinematográfia” a cinema szó és a kinetográfia (egyébként nem használatos) kifejezés közötti összemosódás.
A cinematográfia a mozgófényképezés tudománya és művészete. Szűkebb értelemben a filmszínházi előadások műsorát képező játékfilmek fényképezéséhez és sokszorosításakor felmerülő kamerakezelési, világítási és utómunka-feladatokhoz szükséges ismereteket jelenti, és az e feladatokat gyakorló (illetve gyakorlásukat legfelső szinten összefogó) személy a cinematográfus – tágabb értelemben a cinematográfia összemosódik minden egyéb mozgóképpel foglalkozó művészeti ággal, az animációtól kezdve a videográfián át a számítógépes grafika fejlődésével megjelent „virtuális cinematográfia” fogalmáig.
Hagyományosan a cinematográfia területe a filmes fényképezés, ha egy mozgóképet nem filmszalagra fényképeztek, hanem videókamerával, akkor videográfiáról beszélünk – ma a technika fejlődésével a kettő közötti határ összemosódott, a digitális kameráknál a „videókamera” és a „high-end mozikamera” között nincsen éles határ, nagyjátékfilmeket is készítenek digitális kamerával, a nagyköltségvetésű tv-sorozatokat pedig mindig is filmszalagra fényképezték, tehát szerencsésebb lehet a videográfiát a cinematográfiától a bemutatás módja (mozi vagy TV/DVD/stb.) és nem a felvételi médium fajtája szerint elkülöníteni.
A cinematográfia közeli rokonságban van a fotográfia tudományával és művészetével, technikailag lényegében ráépítkezik, noha a kétféle leképzési mód számos sajátos, a másikra nem jellemző kérdéskörrel foglalkozik, eltérő jellegükből adódóan.

## Technikai története

Ló és lovas, Eadweard Muybridge zoopraxiscope felvétele

A mozgókép története valójában a mozgófényképezés feltalálása előttre nyúlik vissza: a fenakisztoszkóp volt az első, mozgókép illúzióját keltő szerkezet, mely egyes források szerint már az ókorban is létezett – rajzolt állatfigurák sorrendi mozgásfázisait villantotta fel gyors egymásutánban. Eadweard Muybridge zoopraxiscope néven szabadalmaztatott szerkezete hasonló elven működött, és Thomas Edison saját bevallása szerint e készülék továbbgondolásával jutott el a kinetográf-kinetoszkóp szerkezet-párosig, melyet William Kennedy Dicksonnal közösen fejlesztettek ki. A kinetoszkópot először 1891. május 20-án mutatták be nyilvánosan.
Az Auguste és Louis Lumière által feltalált filmvetítőgép csak 1895. december 28-án debütált, azonban ez teremtette meg a mozgóképipar robbanásszerű fejlődésének lehetőségét, mivel a kinetoszkópba egy lyukon keresztül kellett belekukucskálni, így csak egy ember nézhette egyszerre a mozgó fényképet, szemben a vetítőgéppel, mely egy helyiségben tartózkodó összes ember számára egyidejűleg teszi láthatóvá a képet, ezáltal a párizsi társasági élet meghatározó szórakoztató elemévé válhatott rövid idő alatt.
A mozgófényképezés feltalálása természetesen előzetesen igényelte a fotográfia, különösen pedig a talbotípiás nyersanyagok feltalálását, mivel a másodpercenkénti több fénykép készítéséhez megfelelő sebességű (érzékenységű) nyersanyagra volt szükség.
A mozgókép-iparban alkalmazták először a perforált filmszalagot: Edison először saját laboratóriumában perforáltatta a nyersanyagot, később az ő megrendelésére már eleve így szállították. Edison határozta meg a róla elnevezett „silent edison” fényképezési és vetítési formátumot – 35 mm-es nyersanyaggal, vertikális befűzéssel, 4,5 mm/perforációval, 4 perforációs lehúzással (4 perforációnként való továbbítással) a silent edison volt az összes modern 35 mm-es mozgóképformátum alapja.
Hangosfilmet szintén Edison alkotott először, egy vetítőgép és egy gramofon összeszinkronozásával, de mivel a hang és a kép külön médiumon volt, a megbízható és teljes csúszásmentesség egy teljes játékfilm időtartamára egyelőre nem volt megoldható. Ennek ellenére a lemezen rögzített hang technológiáját továbbfejlesztették, és a filmen rögzített hang 1919-es megjelenése után a két konkurens technológia egészen 1927-ig versenyzett egymással. (Az 1990-es években a digitális hang korszakának kezdetével a lemezen rögzített hang visszatért, és a két technológia – digitális formában – még napjainkban is párhuzamosan létezik.)
Az első színhelyesnek nevezhető színes nyersanyag, a fordítós Kodachrome 1935-ben jelent meg, ennek olcsóbb pozitív-negatív kistestvére a Kodacolor volt, mely gyakorlatilag az elvi alapja az összes máig létező színes negatív nyersanyagnak – széles körben csak az 1950-es években kezdték használni, mikor a televízió térnyerése arra kényszerítette a filmgyártókat, hogy olyan látványvilágot teremtsenek, melyet a TV nem tudott visszaadni. Ez vezetett oda is, hogy a legkülönfélébb technikákat fejlesztették ki szélesvásznú filmek fényképezésére és vetítésére. Ezek közül fontosabb megemlíteni a mai napig használatos „soft/hard matted 1.85”, anamorf 2.35/2.39 és a Super 35 formátumot, a hosszú ideig használatos Superscope (ma, hanyag megfogalmazással az anamorfot szokás a szakmában gyakran ezen a néven nevezni) illetve a VistaVision formátumot, melyet ma már csak „effect stock” céljára (vizuális effektusok nagy felbontású nyersanyagához) használnak.
1969-ben az AT&T Bell Labs-nál kifejlesztették a CCD-t, a töltéscsatolt képszenzort, melyet először TV-kamerákban használtak – de feltalálása előrevetítette a mozgókép technológiájának digitálissá válását: az 1990-es évektől a CCD és egyéb félvezető alapú technológiák fokozatosan szorítják ki a filmnyersanyagot előbb az álló, majd napjainkban a mozgófényképezés világából. A digitális technológia forradalmának másik jelensége a digitális hangosfilm megjelenése volt: a DTS hangrendszereknél a hangsávot egy CD-lemezről játsszák le, a filmszalagon a kép és a Dolby SR (analóg) hangsáv között elhelyezkedő szinkronjelek biztosítják a csúszásmentességet, a Dolby Digital és az SDDS pedig a perforációk között és filmszalag perifériáján rögzítik a hangot, digitálisan tömörített formában. A 90-es évek végén megindult a filmszalagos vetítőgépek digitálisra cserélése: az első digitális vetítőgépek 1280 pixel széles képet jelenítettek meg DLP technológiával, majd a század elején megjelent a DCI 2K (2048 pixel széles) és a 4K (4096 pixel széles) formátum, először a digitális utómunkánál, majd a vetítőgépek valós felbontásaként. (Jelen 2007 évben a modern vetítőgépek 4K-s SXRD projektorokkal működnek, hozzávetőleg 10 megapixeles képet vetítve, mely megegyezik a digitális intermediálás felbontásával, tehát a hagyományos vetítőtermekben is valójában ugyanezt a digitális képet látjuk, filmszalagra visszaírva.)

## A cinematográfia feladata
A cinematográfus a mozgásában lefényképezni kívánt (fotográfiai értelemben vett) tárgy fényképezési és megvilágítási módját határozza meg, a film rendezőjével szoros együttműködésben dolgozva, a technikai kívánalmak kielégítése mellett az adott művészeti hatás és tartalom megfelelő képi közvetítése is a cinematográfus felelőssége.
Fontos megjegyezni a magyar nyelvben egy általános tévedést, ahol egy játékfilmet fényképező cinematográfust helytelenül „operatőrnek” neveznek – az operatőr nagyobb produkcióknál a cinematográfus beosztottja, a feladata a kamera kezelése és felvétel közbeni mozgatása. A legkisebb produkcióknál a két személy lehet egy és ugyanaz.
A filmgyártás folyamatában a cinematográfus általában a teljes kamera-, hang-, világítási és elektronikai csoport vezetője. A jelenetek fényképezésén túlmenően a gyártáselőkészítéstől az utómunkáig és a sokszorosítás kezdő lépéseiig minden gyártási folyamatban szerepe van, a fényképezés alapvető módjának (kameratípus, nyersanyag, oldalarány) kiválasztásától a fénymegadásig vagy digitális színezésig.

## A cinematográfus eszköztára

### Kamera: digitális vagy „analóg”
A nagyjátékfilmeket általában nagy méretbe kivetítve, sokfős közönségnek, külön belépti díj megfizetése ellenében vetítik le, így a képminőség különösen fontos szempontja fényképezésüknek. Ebből az okból nagyrészt a mai napig filmszalagra fényképezik őket, mivel mostanáig (2007) nem létezik olyan elektronikus kamera, amelynek képminősége elérné a filmszalagét, a filmnyersanyag ára pedig nem jelentős tétel egy nagyobb produkció költségvetésében. Az elektronikus kamerától a valamivel gyengébb képminőségért cserében könnyebb súlyt, kisebb méretet, gyorsabb felvétel-tesztvetítés közötti átfutást, a rögzített képpel 100%-ban megegyező élő monitorképet, könnyen több példányba archiválható nyersanyagot és főleg nagyobb fényérzékenységet kapunk, mely a világítást nagymértékben egyszerűsítheti, a gyártási költségeket tovább csökkentve.
Az „analóg vs. digitális” témában érdemes megjegyezni, hogy valójában a filmszalagot is nevezhetnénk digitálisnak, mivel az egyes pontok vagy exponáltak vagy nem, egy egyenletes szürke területet mikroszkóp alatt megnézve fekete és fehér foltokat látnánk – ezzel szemben a félvezető alapú képszenzoroknál a beérkező fény hatására egy elektromos töltés épül ki a képpontokban, ennek nagysága az összes beérkezett fényenergia mennyiségével egyenesen arányos, vagyis analóg, kiolvasáskor pedig a töltés kisütésével keletkező impulzust felerősítik és digitalizálják, tehát a digitális kamera végső soron ugyanolyan analóg szenzorral működik, mint a régi videókamerák. Léteznek kísérletek a fény közvetlen digitalizálására, de jelenleg még (2007) nincs forgalomban ilyen technológia.

### A kamera fajtája és beállításai
A fényképezés alapvető technikáján (film/digitális) túl a cinematográfus feladata az elérhető lehetőségek mérlegelésével a megfelelő filmes vagy digitális kameratípust, valamint a megfelelő objektívet és szűrőket kiválasztani, figyelembe véve a fényképezni kívánt tárgy/motívum jellegét, a kamera rögzítésének ebből adódó módját (pl. darus vagy steadicam-felvétel), melyet általában szintén a cinematográfus választ meg.
A fény általában először a szűrőkön halad át – a szűrők feladata tipikusan a fény megfelelő színhőmérsékletűre szűrése, amennyiben a nyersanyaghoz előírt színhőmérsékletnek a fény nem felel meg. A szűrőkkel további apró módosításokat (pl. polárszűrő) vagy vizuális hatásokat (pl. pro-mist szűrők) lehet elérni.
Az objektív lehet vario/zoom vagy fix látószögű. Az utóbbi valamivel nagyobb fényerejű, valamint tisztább képet, jobb képminőséget ad, az előbbi használata egyszerűbb, nem szükséges az objektívet beállásonként cserélni, egyetlen objektív használatával megoldható a legtöbb feladat, és akár felvétel közben is változtatható a látószög/nagyítás. (Ezt elsősorban kisebb költségvetésű produkcióknál használják, hogy egyszerűbb és kevesebb beállás legyen, a cinematográfia alapvetően az emberi érzékelést próbálja mímelni, a nézőben a valós jelenlét érzetét keltve, a zoomolás pedig tönkreteszi ezt az illúziót, ezért lehetőség szerint minden beálláshoz fix látószög használatos.) Az objektív (-készlet) fókusztartományának meghatározásához figyelembe kell venni a helyszín és a téma által megadott sajátságokat (mi a legkisebb és legnagyobb szükséges látószög), valamint a képfelület méretét (a látószög az objektív fókusztávolságának és a képméretnek az eredője). Utóbbi főleg a film/digitális módszer viszonylatában különbözik: a 35 mm-es film 25–30 mm körüli képkockaátlójával szemben egy CCD átlója általában mindössze 6–7 mm. A fényerőn és a látószögön túl az objektív harmadik fontos tulajdonsága a kihuzat, ez a képfelület és az objektív közötti távolság, amely meghatározza, hogy melyik tárgysík fog élesen leképződni a képfelületen. (Ezen tárgysík pontjai nem feltétlenül egy konstanssal leírható távolságra vannak a kamerától: Scheimpflug-döntés alkalmazásával „ferde” tárgysík is élesen leképezhető.)
Az objektív mögött található az apertúra, ez az emberi szem íriszéhez hasonlóan a beérkező fény mennyiségét szabályozza, a lencse felületének egy bizonyos hányadáról továbbhaladó fényt blokkolva. Az apertúrával jellemzően mégsem a beérkező fény mennyiségét szabályozzák (ez kontrollált stúdiókörülmények között a lámpák finomhangolásával megtehető), hanem a képen a mélységélesség jelenségét hozzák létre vele. (A tárgysíkon kívüli pontok azért életlenek, mert az egy pontból kiindult és a lencse mögött újra egy pontba összetartó fénysugarak összessége (pencil) nem a képfelületen találkozik, hanem vagy mögötte találkozott volna, vagy már előtte találkozott, és most ismét széttart – így nem egy pontot fog exponálni, hanem egy területet, melyet konfúziós körnek neveznek. Az apertúra összezárásával a szélső fénysugarakat kivágjuk, a pencil „karcsúsodik”, és az exponált kör kisebb lesz, jobban közelít a pontnyi mérethez.) Az apertúra szűkítésekor a mélységélesség növekedésével együtt a tárgysík élessége csökken. Ezért, valamint a néző figyelmének pontosabb irányítása végett a legtöbb cinematográfus igyekszik minél kisebb mélységélességgel dolgozni, és csak akkor zárja/záratja kisebbre az apertúrát, ha feltétlenül szükséges.
Amint a fotográfiában is, a zárszerkezet beállítása határozza meg, hogy milyen időtartamú expozícióval dolgozunk. A különbség az, hogy míg az állóképek készítésénél a nyitás időtartamával elsősorban a megfelelő expozíciós denzitás elérésére törekszenek, a mozgóképnél a nyitás időtartamának állítása rendkívül hangsúlyosan megváltoztatja a felvétel jellegét, így szűk határok között maradva változtathatunk csak rajta. A filmes kamerákon a nyitási időt nem a másodperc reciprokában mérik, mint a fényképezőgépeken és a digitális kamerákon, hanem nyitásszögben, ahol 360 fok az egy képkockára eső teljes időtartam. Másodpercenként 24 képkocka esetén 180 fokos expozíció 1/48 nyitásnak felel meg – ez a tipikus érték, melyet általában csak 120, de legminimálisabban 90 fokos értékig lehet csökkenteni. A 90 foknál kisebb nyitás valószerűtlenül darabos mozgást eredményez – melyet a modern cinematográfiában olykor szándékosan használnak akciójelenetekben vizuális hatásként (különösen ismert és látványos példái ennek a Matrix filmek és a Lost tv-sorozat).

### A film
Amennyiben a cinematográfus filmszalagra dolgozik, a fényképezés formátumát tekintve különböző lehetőségek állnak rendelkezésére. Az oldalarány meghatározásakor a célmédium a legmérvadóbb (analóg TV – 1.33:1, HDTV – 1.33:1 vagy 1.77:1, mozi – 1.85:1 vagy 2.39:1). A mozifilmnél az oldalarány általában rendezői döntés, a cinematográfus az adott oldalarány létrehozásához különböző technikák közül választhat.
2.39:1 oldalarány esetében vagy anamorf előtétlencsét használnak a fényképezéshez, és már a negatívon helyet hagynak a hangsávnak, így a negatív formátuma tökéletesen kompatibilis lesz a mozival, a mesterpozitív kontaktmásolással előállítható, vagy Super 35 formátumban fényképeznek, hangsáv nélkül, 3 perforációnként továbbítva a filmet, így 25% nyersanyagot megspórolva, és képkockánként hozzávetőleg 9 négyzetmillimétert veszítve, azonban az anamorf előtét által okozott különböző anomáliák teljes egészében kiküszöbölhetők, hiszen ún. „flat” objektívvel, valójában 1.8:1 körüli oldalaránnyal fényképeznek. Ilyenkor fénymegadásnál (a mesterpozitív előállításánál) a fölösleget ki kell maszkolni a képből, a 2.39:1 oldalarányú középső területet pedig anamorf lencsével „mozi-kompatibilis” formába alakítani. (Ilyenkor már az anomáliák nem jelentkeznek, mivel sík képet fényképezünk át sík képre.)
1.85:1 oldalaránynál vagy Super 35 nyersanyagot használnak, és a fénymegadásnál kicsinyítik le a képkockákat, helyet hagyva a hangsávnak, vagy már a kamerában kihagyják a hangsáv helyét, és a fénymegadás kontaktmásolással megoldható.
Ma a Super 35 különösen népszerű a cinematográfusok körében, mind normál szélesvásznú, mind 2.39:1 felvételekhez, mivel a digitális intermediálás térhódítása miatt a negatív mozi-kompatibilis volta már nem szempont.
Mivel egy tv-sorozatnál nem készülnek hangsávval ellátott kópiák, a negatívot közvetlenül telecinével digitalizálják, a silent edison formátum tökéletesen megfelelő nyersanyag az analóg TV-adás számára gyártott, nagyköltségvetésű sorozatoknak, a Super 35 pedig épp ilyen jó nyersanyag a szélesvásznú HDTV adáshoz, mivel a teljes 24 mm-es képméretet kihasználva, 3 perforációs (13.5 mm-es) továbbítás mellett pontosan 1.77:1 oldalarányt kapunk, innen ered a 16/9 oldalarány.
A fényképezés formátumán túl a filmnek fontos paramétere a sebesség és a színegyensúly. Ez a kettő általában összefügg egymással és egy paraméterben szokta feltüntetni a gyártó (pl. 250D vagy 100T). Az érzékenység ISO/ASA 50 és 800 között változhat, tipikusan 250-500 gyorsaságú nyersanyagokat használnak a fényképezéshez. Minél nagyobb érzékenységű egy nyersanyag, annál durvább szemcsézetű, így a kép annál zajosabb és kisebb felbontású. A színegyensúly azt határozza meg, hogy milyen spektrumú fény fog a 3 színcsatornán paralell expozíciót létrehozni, vagyis milyen színhőmérsékletű fény fog a filmen szürkének látszani. A két tipikus érték erre a 3500K (T) és az 5500K(D).

### A rögzítés módja
A kamera rögzítésének módja meghatározza a fényképezés lehetőségeinek behatároltságát.
A legegyszerűbb rögzítési mód az állvány, mellyel csak egyetlen pontból fényképezhetünk, a kamerát legfeljebb vízszintesen forgathatjuk és függőlegesen dönthetjük (illetve egyes állványoknál kantolni is lehet, vagyis oldalra dönteni.) Az állvány előnye, hogy olcsó, egyszerű, egyfős személyzettel mozgatható/kezelhető, és bármilyen helyszínre befér.
A filmgyártásban talán leggyakrabban használt eszköz, melyre kamerát rögzítenek, a kocsi: dolly vagy fahrtkocsi. A dolly kisebb, könnyebb, egyetlen ember mozgatja kézi erővel, és mindössze a kamera súlyát kell elbírnia. A fahrtkocsi nagyobb, az operatőr és gyakran cinematográfus valamint a rendező is helyet foglal rajta, villanymotor mozgatja. A kocsik az állvány mozgatási lehetőségein túl oldalirányú vagy előre-hátra történő mozgatást tesznek lehetővé (attól függ, merre fordítjuk a kamerát). Gurulhatnak a sima padlón vagy külön erre a célra lefektetett síneken. Mivel a kocsik voltak az első (és máig is talán leggyakoribb) kameramozgató eszközök, a szaknyelvben mindenfajta előre-hátra vagy oldalirányú mozgást szoktak kocsizásnak (dollying) nevezni, függetlenül attól, hogy fizikailag milyen eszköz hordozza a kamerát.
A jib-nek nincsen magyar neve, talán karnak fordíthatnánk – egy hosszú rúd (1,5 métertől akár 8-ig is terjedhet), az egyik végén a kamerával, másikon egy ellensúllyal, és a kocsikkal ellentétben nem csak vízszintes, hanem függőleges irányú mozgásra is képes. Tekintettel arra, hogy a hosszú kar vége könnyen kiér az operatőr fizikai hatóköréből, a kamera forgatását és döntését tipikusan távirányítással lehet megoldani. Egy stabil képet adó jib ugyan nagy méretű és nehéz, kezeléséhez több ember szükséges, azonban adott esetben még az állványnál is flexibilisebb, mindenhova be tud nyúlni. Különösen nyílt terepen, a természetben célszerű használni, ahol a sínek lefektetése csak nehezen lenne megoldható. Kisebb terekben sokszor nem praktikus, mert „kaszál”, vagyis nagyon nagy mozgásteret igényel.
A daru a leginkább hely- és erőforrás-igényes hordozója a kamerának, manapság ritkán használják, a jibek nagyrészt kiváltják; főleg olyankor használatos, ha nagy magasságba kell felnyúlni, vagy nagyon nagy távolságot kell áthidalni. A jibbel szemben előnye, hogy a kamerastáb (és adott esetben a rendező is) helyet foglal a kamera mellett, az operatőr közvetlenül tudja kezelni a kamerát, nem kell leengedni és újra beállni vele minden olyan kis módosításhoz, amely távirányítással nem oldható meg.
A Steadicam feltalálása rendkívül jelentős mérföldköve volt a cinematográfiának. Segítségével az operatőr testéhez rögzíthető a kamera, és a kézben vagy vállon tartott kamerával szemben teljesen stabil, rázkódásmentes képet ad – egy gyakorlott steadicam operatőr egy dollyhoz mérhető minőségű felvételt tud készíteni saját lábain hordozva a kamerát. Lehetőségei ugyan behatároltabbak, mint egy jibnek (földhözkötött, az emberi járás sebessége korlátozza), de egyszerűség/flexibilitás&minőség arányában optimális – a kis produkciók, főleg a tv-sorozatok kedvelt eszköze.
A fentieken kívül gyakorlatilag minden létező dologhoz rögzítettek már kamerát, állatok testétől kezdve légballonon és liften át különböző járművekig (pl. bicikli, személyautó vagy helikopter).

### A világítás
A fényképezésnél a legritkább esetben maga a fényképezett tárgy elsődleges fényforrás, saját fénnyel világít. Minden egyéb esetben kell egy vagy több, a képen látható vagy nem látható fényforrás, melynek fénye a tárgyról visszaverődve (vagy nagyon ritkán a tárgyon áthaladva) a tárgyat másodlagos fényforrássá, és ezáltal fényképezhetővé teszi.
A világítás célja a technikailag elégséges mennyiségű fény biztosítása mellett a művészetileg lényeges, minőségileg megfelelő fény, amely a jelenet, vagy akár általános sémák használatán át az egész film hangulatát megteremtheti, fokozhatja vagy módosíthatja. A fényforrások kétféle alapszempont szerint csoportosíthatóak: természetesség illetve praktikusság. (Egyiknél sincs egyértelmű határvonal.)
Természetesség szempontjából a napfénytől kezdve a tűz fényén át a halogén izzóig és az ívlámpáig terjed a skála. A filmgyártás első évtizedeiben még a napfényt használták fényforrásnak, közvetlenül és óriási fehér vásznakkal visszaverve, nem voltak ugyanis elég erős mesterséges fények. Ma főleg a halogén izzókat használják, melyek színhőmérséklete alacsonyabb (3500K körül), fényük sárgásabb, illetve az ún. HMI-lámpákat vagy ívlámpákat, melyek a napfényhez hasonló, magasabb színhőmérsékletet (5500K)biztosítanak. A HMI-lámpák drágábbak és használatuk körülményesebb, de elektromos hatásfokuk jobb, és szabadban a Nap fényét kiegészíteni hatékonyabbak a halogéneknél.
Praktikusnak akkor nevezünk egy fényforrást, ha az adott környezetben az a fényforrás adja/adná a megvilágítást az emberi szem számára. Például egy szobában egy csillár vagy egy olvasólámpa, a kertben a Nap, a tábortűz mellett éjjel a lobogó tűz, stb. A nagyfilmes világításban ezeket a legritkábban sem használják tényleges világításra, ugyanis a fényük a kamerához túl gyenge, és mivel sokszor a képen is megjelennek, nem lehet művi úton szabályozni a fényük jellegét, ezért csak jelzésértékűek, a jelenlétük a képen növeli a közönségnek azt az illúzióját, hogy a fény a praktikus forrásból származik. Valójában a praktikus források csak a motivációt jelentik a világításhoz, vagyis ezekből kiindulva határozza meg a cinematográfus, hogy milyen módon legyen világítva az adott tárgy/motívum/jelenet. A motivált fény nemcsak a praktikus forrást utánozza, de egyszersmind általában esztétikailag a maximumot hozza ki a fényképezendő tárgyból, egyúttal a rendező hangulati, illetve látványvilágbeli elképzelésének is megfelel.
A minden szempontból megfelelő világítás eléréséhez nem csak azt kell szabályozni, hogy mit világítunk meg, hanem azt is, hogy mit nem. Több, különböző jellegű, irányú és funkciójú fényforrás esetén a cinematográfusnak pontosan meg kell szabnia, hogy melyik fényforrás fénye a motívum mely területeit érje (ill. milyen mértékben). Eltérő érzetet adhat például egy egyenletes fénnyel megvilágított, teljesalakos felvétel egy emberről, ill. egy olyan, ahol az arcon legerősebb a fény, és a láb felé fokozatosan csökken. Az egyes lámpák beállítási lehetőségein túl a fény terjedésének szabályozására külön eszközök állnak a cinematográfus rendelkezésére, melyek fő feladata adott irányba haladó fénysugarak elnyelése, továbbterjedésük vagy visszaverődésük megakadályozása.

### Az utómunka
A negatívon megjelenő képen technikai és művészeti szempontból a cinematográfus nagyon sokat változtathat az előhívás módjának változtatásával, a fénymegadással ill. egyéb, az utómunkánál fennálló lehetőségekkel.
Az előhívásnál rögzül a kép a filmszalagon, a hívás közben alkalmazott két tipikus hatás a szolarizáció és a pasztellizáció. Ma már nagyrészt kihalt eljárások, mivel digitális utómunkával egyszerűen helyettesíthetőek.
Hagyományosan az előhívás után jön a fénymegadás, vagyis a vágott negatív átmásolása a mesterpozitívra. A negatív közvetlenül a tárgy képét hordozza, igen nagy kontrasztja van, ezért a pozitívra nem lehet a teljes feketétől fehérig terjedő tartományt átfényképezni – a fénymegadásnál dől el, hogy ezt a tartományt hogyan szűkítjük, hova kerül a pozitívon a teljesen fekete és a teljesen fehér, ennek eredőjeként milyen világos lesz a kép. A fénymegadás színcsatornánként változtatható, ezért a három alapszín (sárga-bíbor-cián, illetve a pozitívon vörös-zöld-kék) egyensúlya is itt adható meg, ezáltal „színezhető” a kép, a hangulatot összességében még tovább finomítva.
Az 1990-es években megjelent digitális utómunka lehetősége mára a cinematográfia alapvető eszköztárának részévé vált. A digitális kompozíció által kettő vagy több felvételről adott tárgyak/területek ötvözhetők egymással. Ennek a cinematográfiai vonzata óriási, hiszen már nem egy, hanem több kameraállás együttesen adta meg az eredő képet, és ha ezek a beállások, illetve az egyes felvételek fényviszonyai nem illeszkednek egymáshoz megfelelően, az eredmény hiteltelen lesz. A számítógépes grafika (CGI) ötvözése az élő szereplők/valós helyszínek felvételével pedig egybeolvasztja a klasszikus és az úgynevezett virtuális cinematográfia világát. Ezek eredőiként a cinematográfus technikai és hangulatteremtő eszközei jelentősen megszaporodtak. A fénymegadást pedig mára (2007) szinte teljesen felváltja a digitális intermediálás – ennek lényege, hogy a vágott negatívot képkockánként beszkennelik egy nagy felbontású filmszkennerrel, mely a filmen nyomokban fellelhető összes adatot összegyűjti, a filmen megjelent fehér-fekete tartomány teljes egészét rögzíti, majd egy számítógépes programmal ebből a nyersanyagból lehet színezett végterméket előállítani, a normál három csatornás fénymegadás korlátait messze túlszárnyaló lehetőségekkel. Az eredményt a hagyományos mozikban való vetítéshez visszaírják egy filmszalagra, és innentől ugyanúgy sokszorosítják, mint bármelyik interpozitívot. A digitális mozikban viszont a DI feldolgozás még digitális végeredménye szinte egy az egyben levetíthető. Ugyanígy az analóg és digitális TV-adás és a DVD/HDDVD verzió előállításához is csak digitális konvertálásra van szükség, szemben egy olyan filmmel, aminek a színezett, kész verziója csak filmszalagon létezik, és telecine eljárással kell digitalizálni.